# Pašinka
Pašinka település Csehországban, a Kolíni járásban. Pašinka Kolín, Ratboř, Polepy, Červené Pečky és Kbel településekkel határos. Lakosainak száma 341 fő (2024. január 1.).

## Népesség
A település lakosságának változását az alábbi diagram mutatja:
| Lakosok száma | 375  | 474  | 516  | 437  | 369  | 318  | 340  | 349  | 351  | 341  |
|               | 1869 | 1890 | 1921 | 1950 | 1980 | 2001 | 2017 | 2019 | 2022 | 2024 |